# Degré Ignác
Degré Ignác, Degré János Ignác (Makó, 1801. május 24. (keresztelés) – 1847 körül) magyar gyógyszerész.

## Élete
Degré Péter és Ludvig Zsuzsanna fiaként született. Degré Alajos mostohabátyja volt. Vizsgaértekezését, melyet Tomastsek György úrnak, a gyógyszeresség mesterének, ifjúsága legjobb barátjának ajánlott, 1829. augusztus 6-án mutatta be. Ezután gyógyszerészmesterként működött Jászvásáron, ott is hunyt el. 

## Munkája
- Gyógyszeres értekezés a poró-savról (acidum boracicum) és borkő-savról (acidum tartaricum). Pest, 1829. (Gyógyszeres Értekezések, kiadta Schuster János tanár. II.)